# NEC Supertower

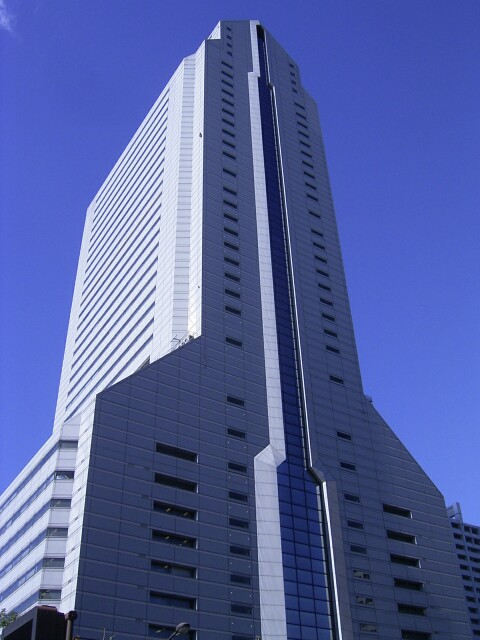
NEC Supertower Building

Der NEC Supertower (jap. NEC スーパータワー, enu ī shī sūpātawā) ist ein Hochhaus im Stadtteil Shiba des Bezirks Minato von Tokio, Japan. Es ist Hauptsitz des Elektronikkonzerns NEC Corporation. 
Das Gebäude wurde nach Plänen der Architekturunternehmen Nikken Sekkei Ltd. erbaut. Der Wolkenkratzer ist 180 Meter hoch und besitzt 44 Etagen. Das 1990 fertiggestellte Hochhaus dient überwiegend als Bürogebäude. 
Das repräsentative Bauwerk ist im oberen Bereich dreigeteilt. Es ähnelt in seiner Seitenansicht mehr einem Space Shuttle als einem normalen Hochhaus. Im unteren Segment besteht ein mit Glas bedecktes 45 Meter hohes Atrium, das im Sommer zur Belüftung und Kühlung geöffnet werden kann. 
Der 15 Meter hohe Luftraum zwischen dem unteren und dem oberen Abschnitt gewährleistet einerseits die natürliche Belichtung des Atriums und andererseits soll es der Verringerung unvermeidbarer Windturbulenzen durch den Baukörper dienen.
Für den Aufbau zuständig waren die Unternehmen Obayashi Gumi Corporation, Kajima Corporation und Nikken Sekkei Ltd.